# Mathieu de Ruddere de te Lokeren

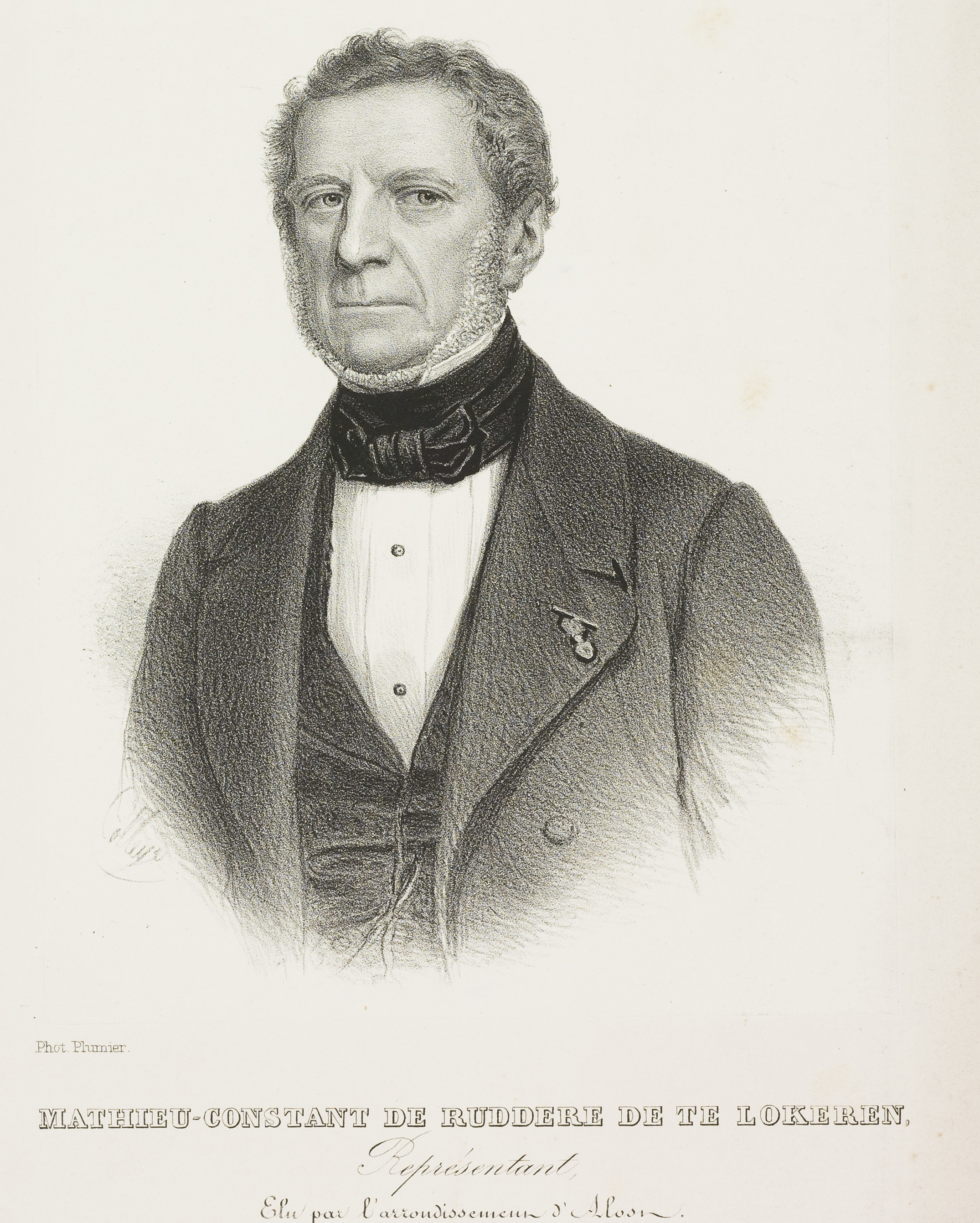

Matthieu Constant Amand Marie de Ruddere de te Lokeren (Aalst, 6 december 1787 - Sint-Jans-Molenbeek, 12 juni 1867) was een Belgisch volksvertegenwoordiger en burgemeester.

## Levensloop
De Ruddere was een zoon van griffier, advocaat en schepen van Aalst Ignace de Ruddere en van Jeanne Tack. Hij trouwde met Emilie de Ghelcke (1813-1873).
Hij had drukke activiteiten op gemeentelijk vlak:
- 1808-1817: burgemeester van Aaigem,
- 1820-1828: burgemeester van Haaltert,
- 1820-1820: burgemeester van Kerksken,
- 1820-1830: burgemeester van Heldergem,
- 1824-1847: gemeenteraadslid van Aalst.

In 1852 werd De Ruddere verkozen tot katholiek volksvertegenwoordiger voor het arrondissement Aalst, een mandaat dat hij tot in 1866 uitoefende.
In 1830 had hij opname in de adel verkregen, maar de Belgische Revolutie maakte dat hij niet tijdig de open brieven kon lichten. Het was wachten tot in 1843, toen hij opnieuw adelconcessie verkreeg, ditmaal met de bijkomende vergunning Te Lokeren aan zijn familienaam toe te voegen.